# George Albert Smith (Kirchenpräsident)

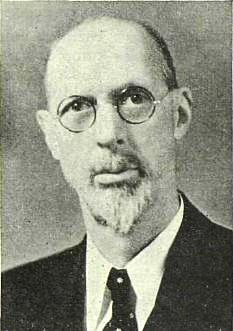
George Albert Smith (1939)

George Albert Smith (* 4. April 1870 in Salt Lake City, Utah; † 4. April 1951 ebenda) war der 8. Präsident der Kirche Jesu Christi der Heiligen der Letzten Tage.

## Leben
George Albert Smith war der Sohn von Apostel John Henry Smith und Sarah Farr. Er wuchs in einer polygamen Familie mit 19 Geschwistern auf. Er wurde nach seinem Großvater benannt, der ebenfalls Apostel gewesen war. Smith machte einen Abschluss an der University of Utah, die damals noch University of Deseret hieß. Als er als junger Mann für die Eisenbahn Vermessungen durchführte, schädigte er durch grelles Sonnenlicht seine Augen nachhaltig.
Er heiratete am 25. Mai 1892 Lucy Emily Woodruff, eine Enkelin von Wilford Woodruff. Das Ehepaar wurde sofort für zwei Jahre als Missionare in die Südstaatenmission berufen. Später hatten sie drei Kinder. Seit 1903 litt Smith unter einer Autoimmunerkrankung, die ihn ständig schwächte. Im selben Jahr wurde er zum Apostel berufen. 1920 bis 1923 diente er als Präsident der Europäischen Mission und besuchte in dieser Eigenschaft auch Deutschland.
Smith war sehr patriotisch und engagierte sich in der Republikanischen Partei und in mehreren patriotischen Vereinen. Für seine Verdienste um das Pfadfinderwesen verliehen ihm die Boy Scouts of America 1934 den Silbernen Büffel. Ein weiteres Anliegen war ihm die Ahnenforschung.

## Seine Präsidentschaft
Nach dem Tod von Heber J. Grant wurde George Albert Smith am 21. Mai 1945 als Präsident der Kirche Jesu Christi der Heiligen der Letzten Tage ordiniert und eingesetzt. In seine Präsidentschaft fiel das Ende des Zweiten Weltkriegs. Er bemühte sich darum, die Kirche im zerschlagenen Europa wieder neu zu organisieren, die versprengten Mitglieder zusammenzuführen und mit Hilfsgütern der notleidenden Bevölkerung, nicht nur den Mitgliedern, zu helfen. Er sandte Apostel Ezra Taft Benson nach Europa, um Hilfe zu organisieren.
Smith war der erste Präsident der Kirche, der Mexiko besuchte. Er weihte 1943 den Idaho-Falls-Idaho-Tempel.